# Présidence d'Alexandre Millerand
Président de la République française
Présidence de Paul Deschanel Présidence de Gaston Doumergue
La présidence d'Alexandre Millerand dure du 23 septembre 1920 au 11 juin 1924. Indépendant, il est élu président de la République française le 23 septembre 1920 pour un mandat de sept ans.
Il succède à Paul Deschanel, démissionnaire après sept mois de mandat. Il est lui même contraint à la démission par le Cartel des gauches, vainqueur des élections législatives de 1924.